# Cratere Kokopelli
Kokopelli è un cratere sulla superficie di Cerere.